# La Pobla de Mafumet
La Pobla de Mafumet település Spanyolországban, Tarragona tartományban. La Pobla de Mafumet El Morell, Vilallonga del Camp, Perafort és Constantí községekkel határos. Lakosainak száma 4115 fő (2024).

## Népesség
A település népessége az elmúlt években az alábbi módon változott:
| Lakosok száma | 155  | 402  | 576  | 615  | 816  | 1340 | 2403 | 3420 | 3904 | 4115 |
|               | 1717 | 1887 | 1936 | 1960 | 1986 | 2004 | 2009 | 2014 | 2019 | 2024 |